# Groß Pampau
Groß Pampau er en kommune i det nordlige Tyskland, beliggende i Amt Schwarzenbek-Land i den sydvestlige del af Kreis Herzogtum Lauenburg. Kreis Herzogtum Lauenburg ligger i delstaten Slesvig-Holsten.

## Geografi
Kommunen ligger 6 km øst for Schwarzenbek, omkring 34 km øst for Hamburg, og 12 kilometer sydvest for Mölln.